# 478 Tergeste
478 Tergeste este un asteroid din centura principală, descoperit pe 21 septembrie 1901, de Luigi Carnera.